# Nguyễn Trọng Oánh
Nguyễn Trọng Oánh (bút danh Nguyễn Thành Vân; 1929 - 1993) là nhà văn, nhà thơ Việt Nam, được tặng Giải thưởng Nhà nước về Văn học Nghệ thuật năm 2001. Ông là Đại tá Quân đội nhân dân Việt Nam, đã từng làm Phó Tổng biên tập tạp chí Văn nghệ Quân đội.

## Tiểu sử
Nguyễn Trọng Oánh có bút danh Nguyễn Thành Vân, sinh ngày 01 tháng 11 năm 1929, tại xã Nghi Long, huyện Nghi Lộc, tỉnh Nghệ An.
Nguyễn Trọng Oánh xuất thân trong một gia đình nông dân, là học sinh trung học tham gia Cách mạng tháng Tám, hoạt động thanh niên địa phương. Năm 1950, ông nhập ngũ vào Sư đoàn chủ lực 304, từng là cán bộ tuyên huấn, tham gia làm báo trung đoàn và đại đoàn. Năm 1955, ông dự trại viết của Tổng cục Chính trị. Năm 1957, tạp chí Văn nghệ quân đội thành lập, Nguyễn Trọng Oánh là một trong những thành viên đầu tiên của Ban biên tập tạp chí. 
Nguyễn Trọng Oánh cùng lứa với nhà văn Nguyễn Thi, Nguyễn Minh Châu, Nguyễn Khải… Trong kháng chiến chống Mỹ, ông là một trong những nhà văn đi B sớm nhất và dài nhất. Năm 1967, ông vào nhận nhiệm vụ ở miền Nam. Lúc đầu ở Tây Nguyên, sau đó vào B2 làm biên tập tạp chí Văn nghệ giải phóng. Sau khi nhà văn Nguyễn Thi hy sinh, Nguyễn Trọng Oánh thay thế làm Tổng biên tập tạp chí. Năm 1975, ông cùng đơn vị tham gia chiến dịch Hồ Chí Minh tiếp quản Sài Gòn. Đất nước thống nhất, Nguyễn Trọng Oánh trở ra Hà Nội tiếp tục công việc sáng tác ở tập chí Văn nghệ quân đội. Năm 1980, ông được bổ nhiệm giữ chức Phó Tổng biên tập tạp chí Văn nghệ Quân đội. Năm 1984 ông xin cấp trên miễn nhiệm để chuyên sáng tác, giữ hàm Đại tá.
Nguyễn Trọng Oánh là một trong những người đầu tiên tham gia thành lập Hội Nhà văn Việt Nam.
Ông là đảng viên Đảng Cộng sản Việt Nam; hội viên Hội Nhà văn Việt Nam.
Nguyễn Trọng Oánh mất tại Hà Nội ngày 24 tháng 12 năm 1993 do một căn bệnh hiểm nghèo.

## Sự nghiệp
Nguyễn Trọng Oánh làm báo, viết văn từ kháng chiến chống Pháp, nhưng phải đến sau hòa bình ông mới được bạn đọc chú ý. Trong giai đoạn đầu của cuộc đời sáng tác, Nguyễn Trọng Oánh chủ yếu làm thơ: các bài thơ của ông được in trong các tập Thơm hương bốn mùa, Ngày đẹp nhất, Lời người cầm súng. Tuy đã có những tập thơ trình làng nhưng những tác phẩm làm nên tiếng tăm của Nguyễn Trọng Oánh lại là văn xuôi. Từ những trang “nhật ký chiến dịch” đến bộ tiểu thuyết hai tập Đất trắng, sau đó là cuốn Con tốt sang sông, Nguyễn Trọng Oánh gây ấn tượng với bạn đọc ngay từ lúc tác phẩm mới ra đời (đặc biệt là với Đất trắng 1979). Nhà văn đã miêu tả hiện thực khốc liệt của chiến tranh một cách trung thực và nghiêm túc. Với văn phong chân thật và giản dị, tác phẩm Đất trắng đã chiếm được sự mến mộ của độc giả, là một dấu son của nền văn xuôi chống Mỹ.
Tháng 10 năm 1966, Nguyễn Trọng Oánh theo đường Trường Sơn vào B3 – chiến trường Tây Nguyên. Bài thơ nổi tiếng của ông tại mặt trận B3 mang tên Khúc hát một dòng sông sau này được dàn dựng, là hồn cốt của một phim tài liệu rất hay về chiến tranh đã đoạt giải thưởng Phim quốc gia. Khúc hát một dòng sông dường như là khúc hát thẳm sâu nhất, dữ dội nhất của Nguyễn Trọng Oánh trong đời văn bút của ông.
Năm 2001, ông được truy tặng Giải thưởng Nhà nước về Văn học Nghệ thuật với các tác phẩm: tiểu thuyết 2 tập Đất trắng và tập thơ Ngày đẹp nhất.

## Tác phẩm chính
- Thơm hương bốn mùa (thơ, 1961)
- Ngày đẹp nhất (thơ, 1974)
- Lời người cầm súng (thơ, 1977)
- Nhật ký chiến dịch (ký sự, 1977)
- Đất trắng (tiểu thuyết, 2 tập, 1979,1984)
- Con tốt sang sông (tiểu thuyết, 1989)…

Nguồn:

## Vinh danh
- Giải thưởng Nhà nước về Văn học Nghệ thuật năm 2001

### Giải thưởng văn học
- Giải thưởng văn học Bộ quốc phòng 1984 cho bộ tiều thuyết Đất trắng
- Giải thưởng Hội nhà văn 1985 cho bộ tiều thuyết Đất trắng.

Nguồn: